# Livre-pied
Ne doit pas être confondu avec Pied-livre.
Le livre-force-pied ou livre-pied (symbole : lb-pi), en anglais pound-foot, est une unité de mesure anglo-saxonne de moment (ou de couple) : un livre-pied est le moment d'une force de une livre-force dont le bras de levier est de un pied. La dénomination pied-livre (foot-pound) est parfois utilisée à la place, quoique prêtant à confusion avec l'unité d'énergie de même nom.

## Sources
- (fr) Cet article est partiellement ou en totalité issu de l’article de Wikipédia en français intitulé « Pied-livre » (voir la liste des auteurs).